# Bèbrices
|  | Per a altres significats, vegeu «Bèbrices (Pont)». |

Els bèbrices (en llatí bebrici, en grec antic Βέβρυκες) eren un poble possiblement iber que vivia a ambdós costats de les muntanyes dels Pirineus, al nord d'Aragó i a la regió de Foix. Altres fonts els fan celtes, emparentats amb els beríbraces celtibers i residents entre el Pirineu i les Cevenes, com a antecessors dels narbonesos.
Segons Sili Itàlic eren salvatges i incivilitzats i vivien de la recol·lecció i dels productes dels seus ramats. En parla Rufus Fest Aviè a l'Ora maritima, i també Joan Zonaràs i Joan Tzetzes.